# Шишпир
Шишпир (*šyšpyr; умер в 655) — 1-й известный ихшид (властелин) Согда в 642—655 годах. Имя переводится как «Распространитель веры» (в древности тождественный термину завоеватель), поэтому предполагают, что Шишпир является тронным именем. В китайских источниках известен как Кюэ-мучжи и Шашеби, Тайшепи.

## Жизнеописание
Происходил из рода афшинов (правителей) «княжества» Кеша, с 567 года являвшихся вассалами Тюркского каганата. Дата прихода к власти в Кеше неизвестна. Шишпир ещё больше укрепил авторитет Кеша как ведущего города Согдианы, женился на дочери западнотюркского кагана Тун-Ябгу.
В 642 году воспользовался борьбой за власть в каганате для захвата Самарканда. Возможно это произошло мирным путем, поскольку Шишпир через жену был родственником афшина Самарканда. Превратил этот город в столицу государства. Принял титул ихшид, что соответствовало арабскому титулу малик. Покорил также «княжества» Пандж, Маймург, Иштихан, Кушанию, Нахшаб, сохранив их автономию.
С одной стороны ослабление тюрок способствовало большей независимости Согда, с другой внутренняя слабость представляла угрозу. Стал чеканить собственные медные монеты по образцу китайских. Монетные дворы размещались в Самарканде и Кеше.
В конце господства в 654 году город Маймург подвергся нападению арабов. Умер Шишпир в 655 году. Ему наследовал сын Вархуман.